# Марайский район
Мара́йский райо́н — административно-территортальная единица в составе Курганского округа Уральской области РСФСР, существовавшая в 1923—1932 годах. Административный центр — село Марайское.

## История
Образован на основании постановлений ВЦИК от 3 и 12 ноября 1923 года на территории бывших Марайской, Мостовской (полностью), части Михайловской и Шмаковской волостей Курганского уезда Челябинской губернии.
В район вошло 14 сельсоветов: Большезаложинский, Дмитриевский, Кругловский, Марайский, Михайловский, Мостовской, Новотроицкий, Носковский, Обменовский, Петуховский, Романовский, Россие-Молотовский, Шастовский, Шмаковский.
10 марта 1924 года состоялся первый Марайский районный съезд Советов. Председателем Марайского райисполкома избран Русаков Савватий Данилович (1891—?), председатель упраздняемого Марайского волисполкома. В 1932 году Русаков С. Д. — директор Боровлянского ЛТХ Белозерского района, приговорён Тройкой при ПП ОГПУ по Уралу 4 марта 1933 г. по ст. 58-8, 11 к 10 г. лишения свободы. Реабилитирован 23 августа 1958 г. Курганским облсудом.
Постановлением Президиума Уралоблисполкома от 31 декабря 1925 года Петуховский и Романовский сельсоветы переданы в Белозерский район; образованы Барнаульский и Старопершинский сельсоветы; из Емуртлинского района Тюменского округа переданы Верхнесуерский, Крутихинский, Ошурковский, Просековский и Середкинский сельсоветы.
В 1926 или 1927 году упразднён Старопершинский сельсовет.
Постановлением Президиума Уралоблисполкома от 15 сентября 1926 года Большезаложинский сельсовет переименован в Заложинский сельсовет, Р.-Молотовский сельсовет — в Молотовский сельсовет.
Постановлением ЦИК и СНК СССР от 23 июля 1930 года Курганский округ, как и большинство остальных округов СССР, был упразднён с 1 октября 1930 года. Его районы отошли в прямое подчинение Уральской области.
Постановлением ВЦИК от 1 января 1932 года Марайский район упразднён. Шастовский и Шмаковский сельсоветы Марайского района присоединены к Белозерскому району, а остальные сельсоветы (Барнаульский, Верхнесуерский, Дмитриевский, Заложинский, Кругловский, Крутихинский, Марайский, Михайловский, Молотовский, Мостовской, Новотроицкий, Носковский, Обменовский, Ошурковский, Просековский, Серёдкинский) — к Мокроусовскому району.

## Население
1 августа 1924 года в районе проживало 25586 чел.
По переписи 1926 года на территории района проживало 33147 чел., в том числе: русские — 32984 чел. (99,5 %); белорусы — 51 чел.; киргизы — 17 чел.; прочие — 95 чел.
| №  | Городское и сельские поселения | Административный центр         | Количество населённых пунктов | Население (1926) |
| -- | ------------------------------ | ------------------------------ | ----------------------------- | ---------------- |
| 1  | Барнаульский сельсовет         | деревня Барнаул                | 1                             | 395              |
| 2  | Верхнесуерский сельсовет       | село Верх-Суерское (Маркова)   | 6                             | 2743             |
| 3  | Дмитриевский сельсовет         | село Дмитриевское (-ка)        | 4                             | 2755             |
| 4  | Заложинский сельсовет          | деревня Россия-Заложное        | 3                             | 2076             |
| 5  | Кругловский сельсовет          | село Круглое                   | 2                             | 1180             |
| 6  | Крутихинский сельсовет         | село Крутихинское (-ха)        | 3                             | 1743             |
| 7  | Марайский сельсовет            | село Марайское                 | 3                             | 2106             |
| 8  | Михайловский сельсовет         | село Михайловское (-ка)        | 3                             | 2506             |
| 9  | Молотовской сельсовет          | деревня Малое Молотово (Ложки́) | 3                             | 2177             |
| 10 | Мостовской сельсовет           | село Мостовское                | 6                             | 2478             |
| 11 | Новотроицкий сельсовет         | деревня Ново-Троицкая          | 2                             | 1798             |
| 12 | Носковский сельсовет           | село Носково (-ское) 1-е       | 7                             | 2266             |
| 13 | Обменовский сельсовет          | деревня Обменова               | 2                             | 930              |
| 14 | Ошурковский сельсовет          | село Ошурково                  | 2                             | 1347             |
| 15 | Просековский сельсовет         | деревня Больше-Просекова       | 4                             | 1771             |
| 16 | Середкинский сельсовет         | село Середкино                 | 3                             | 1296             |
| 17 | Шастовский сельсовет           | деревня Шастова                | 4                             | 1772             |
| 18 | Шмаковский сельсовет           | село Шмаковское                | 3                             | 1808             |

## Руководители

### Председатель Марайского райисполкома
- В 1924—1925 — Русаков Савватий Данилович (1891—?).
- В 1926 — Иванов